# Exochaenium lineariforme
Exochaenium lineariforme är en gentianaväxtart som först beskrevs av Sileshi, och fick sitt nu gällande namn av Kissling. Exochaenium lineariforme ingår i släktet Exochaenium och familjen gentianaväxter. Inga underarter finns listade i Catalogue of Life.